# Szilvásvárad
Szilvásvárad is een plaats (község) en gemeente in het Hongaarse comitaat Heves. Szilvásvárad telt 1920 inwoners (2002).
Het dorp grenst aan de nationale parken Bükk en Aggtelek. Szilvásvárad is vooral bekend vanwege zijn Lipicaner paarden. Deze zijn te bewonderen in de stallen van het Paardenmuseum Lippizaner.